# Roberto Mariano
Roberto Mariano (Palermo, 14 settembre 1969 – Weiach, 14 novembre 1990) è stato un attore italiano, famoso per aver interpretato la parte di Antonio nei due film di successo del regista Marco Risi, Mery per sempre e Ragazzi fuori.

## Biografia
Palermitano originario del quartiere Noce, fu arrestato giovanissimo per aver prestato il suo ciclomotore a degli amici che lo avevano usato per una rapina, trascorrendo sette mesi nel carcere minorile Malaspina, dove seguì dei corsi conseguendo la Licenza Media e nel mentre divenne padre di una bambina.
Mariano sostenne in modo insoddisfacente il provino per il film Mery per sempre ma il regista Marco Risi lo sceglierà per il suo sguardo dolce e per spunti autobiografici del personaggio da interpretare, quello di un genitore detenuto. Concluse le riprese, per le quali aveva ricevuto una paga di sette milioni di lire, conobbe una nuova ragazza di nome Giulia Corrao, dal quale avrà una seconda figlia Emanuela, nel giugno 1990
Nel seguito Ragazzi fuori, egli interpreta la disavventura di un fruttivendolo ambulante cui viene sequestato il mezzo e la merce per mancanza di licenza di commercio, un fatto realmente accaduto al suo collega Francesco Benigno.
Nel novembre 1990 egli girerà con parte del cast degli altri film il videoclip di Chiama piano, di Pierangelo Bertoli.
Troverà la morte il 14 novembre a 21 anni nell'incidente del Volo Alitalia 404 decollato alle ore 18:36 dall'Aeroporto di Milano-Linate. Convinto da amici residenti in Svizzera a Zurigo, aveva deciso di abbandonare la vita di stenti ai limiti della legalità in Sicilia per trovare lavoro in territorio elvetico, pensando a un programma televisivo da realizzare sugli immigrati italiani. Sul volo doveva trovarsi anche l'attore Maurizio Prollo, interprete di Claudio, giunto in ritardo allo scalo milanese.

## Filmografia
- Mery per sempre, regia di Marco Risi (1989)
- Ragazzi fuori, regia di Marco Risi (1990)

## Videoclip
- 1990 – Chiama piano di Pierangelo Bertoli con Fabio Concato